# Héctor Santoyo
Héctor Manuel Santoyo Aguilar, Spitzname Cuirio, (* 25. Januar 1954 in León; † 29. April 2021) war ein mexikanischer Fußballspieler auf der Position eines Verteidigers.

## Laufbahn
Santoyo stand zwischen 1972 und 1975 beim Club León unter Vertrag und gewann mit dem Verein nach dessen Pokalsieg in der Saison 1971/72 das im September 1972 ausgetragene Supercup-Finale gegen den Meister Cruz Azul. Außerdem wurde er mit den Esmeraldas in den Spielzeiten 1972/73 und 1974/75 Vizemeister der mexikanischen Liga.
1975 wechselte er zum Club Universidad de Guadalajara, bei dem er bis 1980 unter Vertrag stand und mit dem er in den Spielzeiten 1975/76 und 1976/77 zwei weitere Male Vizemeister der mexikanischen Liga wurde.
Am 1. August 1975 bestritt Santoyo in einem Testspiel gegen die DDR (2:3) sein Debüt für die mexikanische Nationalmannschaft und kam für „El Tri“ danach noch einmal am 6. Januar 1976 in einem Testspiel gegen Ungarn (4:1) zum Einsatz.